# Жемье, Фирмен
Фирмен Жемье (фр. Firmin Gémier; 21 февраля 1869, Обервилье — 26 ноября 1933, Париж) — французский актёр, театральный режиссёр и театральный деятель, создатель Национального народного театра в Париже.

## Биография
Родился в бедной семье помощника кожевника (по другим данным трактирщика). Начальное образование получил в школе Тюрго в Бельвиле, куда его семья вскоре переехала. С 1887 года участвовал в любительских спектаклях и посещал драматические курсы. Дважды пытался поступить в консерваторию, но безуспешно, вследствие чего, подрабатывая курьером и рабочим в театрах, изучал актёрское мастерство прямо на подмостках театров Бельвиля, прежде чем присоединился к «Свободному театру» Андре Антуана в 1892 году.
Первоначально стал активно выступать на сцене, параллельно иногда выступая в «Новом театре». Одной из лучших ролей того периода был старик Баумерт в постановке «Ткачи» Г. Гауптмана. Через несколько лет покинул Антуана с несколькими другими артистами и в течение сезона выступал в Гимназическом театре, а позже возглавил театр Ренессанса, но его постановки там были неудачны. В 1895—1906 гг играл во многих театрах Парижа. В это время им была создана одна из самых удачных ролей — Убю («Королю Убю» А. Жарри). Накопив долгов, Жемье в 1906 году обратился к городскому совету Парижа с просьбой помочь ему создать в Париже новый театр, но получил отказ. В том же году, однако, ему удалось стать главой театра Антуана, после чего его дела пошли на лад; в 1911 году он создал Национальный странствующий театр, который, впрочем, был быстро закрыт, так как не приносил особого дохода.
В 1917 году основал собственную труппу; главой театра Антуана оставался до 1919 года, в 1920 году основал Национальный народный театр, будучи его руководителем до конца жизни. В 1922—1930 годах также возглавлял театр Одеон. В 1930 году решил посвятить себя кино (первую роль в кинофильме сыграл ещё в 1913 году), но успел сделать в этом направлении не так много.